# 1998 w Wojsku Polskim
Kalendarium Wojska Polskiego 1998 - strona przedstawia wydarzenia w Wojsku Polskim w roku 1998.
Liczebność Wojska Polskiego w roku 1998, wynosiła 240 000 żołnierzy.

## Styczeń
1 stycznia

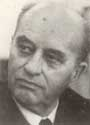
Stefan Bembiński

- zmarł Stefan Bembiński oficer Armii Krajowej, kawaler Virtuti Militari i senator RP (1989-1991)

## Marzec
6 marca
- przystąpiono do rozformowania dowództwa 4 Korpusu Lotniczego oraz 2 Dywizji Lotnictwa Myśliwsko-Bombowego i 3 DLMB[2]

30 marca
- w Gdyni, przewodniczący Sejmowej Komisji Obrony Narodowej i prezes Ligi Morskiej, Bronisław Komorowski spotkał się z dowódcą Marynarki Wojennej, admirałem Ryszardem Łukasikiem, w celu omówienia współpracy w ramach 80 lecia Marynarki Wojennej i 80 rocznicy powstania Ligi Morskiej (więcej)

## Kwiecień
2 kwietnia
- generał dywizji Antoni Walczak przestał dowodzić Śląskim Okręgiem Wojskowym

3 kwietnia
- generał dywizji Adam Rębacz został wyznaczony na stanowisko dowódcy Śląskiego Okręgu Wojskowego

24-27 kwietnia
- w Gdańsku, wizyta duńskiej fregaty patrolowej HDMS „Thetis” (więcej)

## Maj
15 maja
- Szkoła Podstawowa nr 43 w Gdyni-Obłużu otrzymała imię wiceadmirała Kazimierza Porębskiego, jednego ze współtwórców Marynarki Wojennej (więcej)

20 maja
- początek czterodniowej wizyty delegacji szwedzkiej Administracji Morskiej połączonej z rewizytą okrętu hydrograficznego HMS „Jacob Hägg” w Dowództwie Marynarki Wojennej, Urzędzie Miasta Gdyni oraz Biurze Hydrograficznym Marynarki Wojennej (więcej)

21 maja
- w Brygadzie Lotnictwa Marynarki Wojennej zademonstrowano po raz pierwszy śmigłowiec ratowniczy PZL Anakonda, numer burtowy 0813, wyposażony w unikatowe systemy obserwacji w podczerwieni i systemy poszukiwawcze rozbitków w nocy: na prezentacji obecni byli wiceminister Obrony Narodowej Romuald Szeremietiew oraz wiceministrowi resortu Transportu i Gospodarki Morskiej Krzysztof Luks (więcej)

27 maja
- były szef Sztabu Generalnego WP, generał broni Tadeusz Wilecki odwiedził garnizon Gubin[3]

29 maja
- w Bolesławcu odbyła się ceremonia pożegnania sztandaru 11 pułku przeciwlotniczego

## Czerwiec
4 czerwca
- Generalny Inspektor Bundeswehry, generał Hartmut Bagger podczas wizyty w Polsce odwiedził Dowództwo Marynarki Wojennej, Port Wojenny Gdynia i okręty 3 Flotylli Okrętów
- niemiecki okręt podwodny odwiedził Gdynię (więcej)

8 czerwca
- w godzinach 08.00-14.00 okręty biorące udział w ćwiczeniach pk. „Baltops 98” opuściły port w Gdyni i przeszły do rejonu działań (więcej[zarchiwizowano z tego adresu (2016-03-05)])

24 czerwca
- początek dwudniowego ćwiczenia pk. „Passex 98”
- do Gdyni przybył HMS „Invincible”(więcej)

27 czerwca
- dwudniowa impreza lotnicza „Air Show 98” zorganizowana na lotnisku Brygady Lotnictwa Marynarki Wojennej w Gdyni-Babich Dołach(więcej)

## Sierpień
16 sierpnia
- zmarł generał broni w stanie spoczynku pilot Roman Paszkowski

22 sierpnia
- w centrum Gubina żołnierze 73 pułku zmechanizowanego i niemieckiej 37 Brygady Strzelców złożyli wspólną przysięgę wojskową, a w uroczystości brał udział Minister Obrony Narodowej Janusz Onyszkiewicz i Minister Obrony Niemiec Volker Rühe[3]

31 sierpnia
- zmarł generał broni w stanie spoczynku Józef Kuropieska

## Wrzesień
14 września
- żołnierze 5 Kresowej Dywizji Zmechanizowanej obchodzili ostatnie święto przed jej rozformowaniem[3]

21 września
- 2 Dywizjon Lotniczy Gdyńskiej Brygady Lotnictwa Marynarki Wojennej przyjął nazwę wyróżniającą „Darłowski”[4].

24 września
- z kadrą sztabu 5 Kresowej Dywizji Zmechanizowanej spotkał się ostatni prezydent RP na uchodźstwie Ryszard Kaczorowski, a gościa podjął ostatni dowódca dywizji płk dypl. Lech Kamiński[3]

## Październik
1 października
- 2 Brygada Lotnictwa Taktycznego osiągnęła gotowość do wykonywania działań bojowych
- dowódcą 2 Brygady Lotnictwa Taktycznego został pułkownik pilot Zenon Smutniak

## Grudzień
28 grudnia
- Minister Obrony Narodowej zatwierdził wzór odznaki pamiątkowej i legitymacji 6 Brygady Kawalerii Pancernej im. gen. bryg. Konstantego Plisowskiego w Stargardzie Szczecińskim[5]

30 grudnia
- dowódca 5 Kresowej Dywizji Zmechanizowanej, pułkownik dyplomowany Lech Kamiński złożył meldunek zastępcy dowódcy Śląskiego Okręgu Wojskowego, generałowi Aleksandrowi Topczakowi o rozwiązaniu dywizji[6]

31 grudnia
- w garnizonie Gubin zostały rozformowane:

Dowództwo 5 Kresowej Dywizji Zmechanizowanej im. Króla Bolesława Chrobrego (JW 1606)
Wydział Kontrwywiadu 5 Dywizji Zmechanizowanej (JW 3103)
5 Kresowy batalion dowodzenia (JW 2393)
5 batalion zaopatrzenia (JW 1280)
5 batalion remontowy (JW 3876)
5 batalion medyczny - Wojskowa Specjalistyczna Przychodnia Lekarska (JW 3805)
27 Garnizonowa Piekarnia Wojskowa
Garnizonowy Klub Żołnierski kat. I
Garnizonowe Ambulatorium Stomatologiczne
- w garnizonie Bolesławiec został rozformowany 11 pułk przeciwlotniczy (JW 1259)
- w garnizonie Gniezno rozformowano

Placówkę Żandarmerii Wojskowej
Garnizonowe Ambulatorium Stomatologiczne
- w garnizonie Gorzów Wielkopolski została rozformowana 4 Brygada Zmechanizowana (JW 5702)